# Marcel Martin (journaliste)
Pour les articles homonymes, voir Marcel Martin et Martin.
Marcel Martin, né le 12 octobre 1926 à Frouard et mort le 4 juin 2016 à Paris 16e, est un critique et historien du cinéma français.

## Biographie
Marcel Paul Martin naît le 12 octobre 1926 à Frouard (en Meurthe-et-Moselle) et meurt le 4 juin 2016 à Paris 16e,,.
Il est appelé à effectuer son service militaire en 1951. Il est ensuite rappelé en 1958 et envoyé en Algérie en tant qu'officier pendant une année. C'est pour lui une expérience difficile dont il témoignera sous le pseudonyme de Jacques Martel en 1960 dans les Cahiers Libres n°11,,.
Il est membre du Parti communiste français et revendique toute sa vie une orientation politique de gauche, ainsi qu'une sympathie pour certains cinéastes soviétiques communistes.
Dans les années 1980, il se marie avec Yukiko Imaizumi-Martin, ou Yukiko Martin, avec qui il restera jusqu'à sa mort,,.

### Formation
Marcel Martin s'inscrit en khâgne à Nancy au lycée Henri Poincaré en 1946, il suit en parallèle dans la même ville des cours à la faculté des Lettres. En 1948 il quitte Nancy et s'inscrit au lycée Lakanal dans la ville de Sceaux (Haut-de-Seine) pour y suivre des cours préparatoire afin d'intégrer l'école normale supérieure, tout en travaillant comme surveillant dans le collège Chatptal (activité qu'il poursuivra jusqu’en 1957, il est également surveillant du lycée Jean-Baptiste Say). Il prend également des cours à la Sorbonne et y obtient une licence en novembre 1953 durant son parcours scolaire il obtient des certificats en Littérature française, Études latines, Morale et sociologie et enfin en Psychologie. En 1954 il obtient un diplôme d'études supérieures en Philosophie.
Il est également inscrit à partir de 1948 à l'Institut de filmologie, au sein de la Faculté des Lettres de l’Université de Paris. Cependant il n'assiste aux cours que l'année suivante. Il termine son cursus en 1953 en soutenant une monographie dont l'intitulé est « Enquête sociologique sur le public de la Cinémathèque française » sous la direction de Georges Friedmann. Il fréquente également à cette époque Georges Sadoul, Henri Agel, Léon Moussinac, André Bazin, Alexandre Astruc ou encore Pierre Kast qui officient comme professeurs ou intervenants à l'institue de filmologie.
Sa formation est interrompue durant l'année scolaire 1951-1952 alors que Marcel Martin est appelé à effectuer son service militaire. Sa seconde mobilisation en 1958 l'empêche de devenir enseignant de cinéma en cours préparatoires de l'IDHEC.
En 1970, alors qu'il exerce déjà depuis de nombreuses années en tant que critique de cinéma, il s'inscrit en études cinématographiques à l'Université Paris 1 où il obtient un Doctorat de 3e cycle.

### Carrière et journalisme
En 1948 il s'occupe des pages cinéma pour l'hebdomadaire Les Lettres françaises auquel il contribue jusqu’en 1972,. Il rejoint le comité de rédaction de la revue Cinéma, alors éditée par la FFCC (Fédération française des ciné-clubs), dès le numéro 9 en février 1956. À la suite de désaccords au sein de la revue qu'il souhaiterait plus indépendante vis-à-vis de la FFCC,, il la quitte en 1972 et contribue à la création de Écran, revue dans laquelle il écrit jusqu'à sa disparition en 1979,,,.
Pour Jean Antoine Gili et Max Tessier, la revue Écran se caractérise par la diversité des points de vues et des critiques qu'elle accueille,. Il s'agit pour Max Tessier d'une revue pluraliste qui convient parfaitement à la nature éclectique de Marcel Martin, il ajoute que ce dernier était toujours extrêmement curieux et attentif aux différentes productions du cinéma mondial,,.
Il collabore également à plusieurs journaux et revues : Révolution, Regards, Le Monde Diplomatique, il devient membre du comité de rédaction de Image et son, La Revue du cinéma de 1980 à 1989,, la revue ayant absorbée Écran, il y collaborait déjà depuis les années 1950. Il écrit plus ponctuellement dans Présence du cinéma avant que la revue ne soit reprise par les mac-mahoniens, mais également dans Jeune Cinéma, à 1895 ou dans les premiers numéros de Positif, revue avec laquelle il entretiendra par la suite des rapports plus tendus en tant que programmateur au Festival de Cannes.
Après ses études de lettres et de philosophie, Marcel Martin publie son premier ouvrage « Le Langage cinématographique » en 1955, il est traduit dans vingt pays dont la Chine (1985, 2006) et le Japon (1957, 1975). L'ouvrage est considéré dès sa sortie comme important au delà de la sphère cinéphile. Ainsi Bianka Zazzo estime dans la revue Enfance en 1957 que le livre « nécessaire à tous ceux - psychologues ou pédagogues - qui se consacrent à l'étude de l'enfance et du cinéma ». Selon elle, le projet de « recensement » que propose le livre est largement dépassé, faisant de l'ouvrage « un véritable essai sur l'art du film ». Dans les revues de cinéma le livre reçoit un plutôt bon accueil,,, et est encore considéré comme « l'un des meilleurs manuels d'initiation à l'expression cinématographique » par Joël Magny en 1985, soit à l'occasion de la 4ème réédition du livre. Selon André Gaudreault et Philippe Gauthier c'est en partie grâce à cet ouvrage de Marcel Martin que Christian Metz établit sa distinction entre « montage alterné » et « montage parallèle » dans son ouvrage Essais sur la signification au cinéma publié en 1968. Ils ajoutent également que Marcel Martin est le seul critique de son époque adoptant une terminologie claire et précise pour aborder la question du montage et pour différencier notamment montage alterné et montage parallèle. Ils citent en comparaison le travail d'Henry Agel, de Jean Mirty et d'André Bazin qui emploient les deux termes de façon indifférencié à la même période. Gaudreault et Gauthier établissent ainsi un lien entre la filmologie et la sémiologie.
Conférencier à l'Université Nippon et à l'Université Seishin (Sacré Cœur) à Tokyo, il enseigne dans plusieurs universités à Paris, Montréal et Santa Barbara (Californie),.
À partir de 1991, il était président d'honneur de la FIPRESCI (Fédération internationale de la presse cinématographique) après en avoir été le secrétaire général de 1972 à 1987 et le président de 1987 à 1991,.
Il a été sélectionneur de la Semaine de la critique du Festival de Cannes de 1966 à 1983 puis de 1991 à 1997. Il lui sera reproché en 1982 par Paulo Antonio Paranagua de la revue Positif un manque de transparence et de diversité au sein du processus de sélection,. Pour Marcel Martin au contraire il estime avoir « ouvert au maximum l'éventail géographique de la sélection ».

## Ouvrages
- Marcel Martin, Le Langage cinématographique, Paris, Les Éditions du Cerf, coll. « 7e art », 1955 (réimpr. 1962, 1977, 1985, 2001) (1re éd. 1955), 267 p. (BNF 32424258, présentation en ligne)
- Marcel Martin, Panorama du cinéma soviétique, Bruxelles, Club du livre de cinéma, coll. « Collection encyclopédique du cinéma » (no 29), 1960, 44 p. (présentation en ligne)
- Marcel Martin, Robert Flaherty, Paris, L'Avant-scène Cinéma, coll. « Anthologie du Cinéma », 1965, 52 p. (présentation en ligne)
- Marcel Martin, Jean Vigo, Paris, L'Avant-scène Cinéma, coll. « Anthologie du Cinéma », 1966, 52 p. (présentation en ligne)
- Marcel Martin, Charlie Chaplin, Paris, Seghers, coll. « Cinéma d'aujourd'hui » (no 43), 1966 (réimpr. 1971, 1984, 1989) (1re éd. 1966), 184 p. (présentation en ligne)
- Luda Schnitzer, Jean Schnitzer et Marcel Martin, Le cinéma soviétique par ceux qui l'ont fait, Paris, Les Éditeurs Francais Réunis, 1966, 187 p. (BNF 32951273, présentation en ligne)
- Marcel Martin, Le Cinéma français depuis la guerre, Paris, Édilig, 1984, 127 p. (ISBN 978-2-85601-052-5, BNF 34749489, présentation en ligne)
- Marcel Martin, Le cinéma soviétique de Khrouchtchev à Gorbatchev, Lausanne, L'Âge d'homme, coll. « Histoire et théorie du cinéma », 1993, 223 p. (ISBN 978-2-8251-0441-5, BNF 35706070, présentation en ligne)
- Marcel Martin (préf. François Albera), Le Bougiote - Journal d'Algérie (août 1958 - juillet 1959), Gollion, Infolio, 2023, 288 p. (ISBN 978-2-88968-048-1, EAN 9782889680481, BNF 47311132, présentation en ligne)